# 葛根庙站
葛根庙站是位于内蒙古自治区兴安盟乌兰浩特市葛根庙镇的一个铁路车站，邮政编码137438。车站建于1931年，有白阿铁路经过该站，现办理客货运。车站距离白城站54公里，隶属沈阳铁路局白城车务段，是四等站。